# Tranqueras
Tranqueras és una localitat de l'Uruguai, ubicada al nord del departament de Rivera.
Es troba a 163 metres sobre el nivell del mar. Té una població aproximada de 5.842 habitants. Va ser fundada el 1892.